# Perdida (álbum)
Perdida es el octavo álbum de estudio de la banda de rock estadounidense Stone Temple Pilots, lanzado a través de Rhino el 7 de febrero de 2020. Es el segundo álbum de la banda con Jeff Gutt como cantante principal y es "un disco acústico grabado en gran parte con instrumentos antiguos". El primer sencillo "Fare Thee Well" fue lanzado el 2 de diciembre de 2019.

## Lista de canciones
| Perdida track listing |                                              |          |  |
| N.º                   | Título                                       | Duración |  |
| 1.                    | «Fare Thee Well»                             | 4:21     |  |
| 2.                    | «Three Wishes»                               | 4:51     |  |
| 3.                    | «Perdida»                                    | 3:29     |  |
| 4.                    | «I Didn't Know the Time»                     | 5:31     |  |
| 5.                    | «Years»                                      | 3:30     |  |
| 6.                    | «She's My Queen»                             | 4:41     |  |
| 7.                    | «Miles Away»                                 | 4:56     |  |
| 8.                    | «You Found Yourself While Losing Your Heart» | 5:43     |  |
| 9.                    | «I Once Sat at Your Table»                   | 1:56     |  |
| 10.                   | «Sunburst»                                   | 6:28     |  |

## Créditos
- Jeff Gutt – voz
- Dean DeLeo – guitarra
- Robert DeLeo – bajo
- Eric Kretz – batería